# سلطانیز
سلطانیز (به عربی: فرقة سلطانيز) یک گروه موسیقی از ایرانیان بحرین بود که ترانه‌هایی به زبان‌های فارسی، و آهنگ‌های فولکلور لارستان با زبان اچمی (گویش بستکی) و عربی را منتشر کرده است. این گروه در بحرین با نام «فرقة سلطانیز» شناخته می‌شود. نخستین آلبوم این گروه در سال ۱۹۸۹ و آخرین آلبوم در سال ۲۰۰۳ منتشر شد. خواننده اصلی گروه «احمد سلطان» بود.
ترانه بستکی «ناز اَکن ناز اَکن» که در ۲۵ ژوئن ۱۹۹۰ منتشر شد، از محبوبترین ترانه‌های این گروه است. آهنگ کوروس «ناز نکن» که بعداً (سال ۱۹۹۸ میلادی) منتشر شد، از همین ترانه  برگرفته شده است. همینطور آهنگ «چایی چایی» کوروس که برگرفته از آهنگ سلطانیز که در سال ۱۹۸۹ میلادی منتشر شده میباشد. آهنگ‌های دیگری مانند "رفتوم به باغ" بعدها الهام‌بخش آهنگ‌های دیگری شدند، از جمله آهنگ عراقی عربی "هالله هالله یا جمالک" از اوراس ستار.

## تاریخچه
گروه در آگوست 1985 در جشن نامزدی طارق سلطان در هتل هیلتون بحرین تشکیل شد و تا زمان انحلال در ژانویه 2006 توسط مردم بحرین و جنوب ایران به محبوبیت خود ادامه داد.
سلطانیز در سال‌های فعالیت خود در تلوزیون بحرین و جشنواره‌های موسیقی روی صحنه رفته است و بر نوازندگان خوانندگان جدید جنوبی ایران تاثیر گذاشته است به همین واسطه از سلطانیز به عنوان یکی از اثرگذارترین گروههای موسیقی جنوبی ایران (موسیقی بندری) یاد می‌شود.
پس از انحلال گروه، سلطان به همراه خواننده معروف بحرینی، علی بحر و جمال السیب، شروع به خواندن کرد و آلبوم مشترکی با عنوان «کارناوال بحرینی» منتشر کردند. پس از آن، او به طور انفرادی شروع به خواندن کرد و آلبومی با نام «اسماحیلی» که به معنی «من را ببخش» است، منتشر کرد.
سلطان در حال حاضر در هیئت توسعه اقتصادی بحرین، معروف به Bahrain EDB، کار می‌کند. او مدیر اجرایی – دفاتر بین‌المللی و توسعه کسب‌وکار (تولید، حمل‌ونقل و لجستیک) است.
در 19 آگوست 2024، احمد سلطان آهنگ خود "ناز اَکن" را بازسازی کرد و صدایی تازه و به روز را برای آهنگ محبوب به ارمغان آورد. این نسخه بازسازی شده فداکاری سلطان را برای حفظ و تقویت میراث موسیقایی خود به نمایش می گذارد و به طرفداران تجربه گوش دادن احیا شده با کیفیت صوتی بهبود یافته و لمس هنری جدید را ارائه می دهد. انتشار این آهنگ بازسازی شده مشتاقانه مورد انتظار طرفداران قرار گرفته است، که نشان دهنده تعهد مداوم سلطان به هنر و توانایی او در نوآوری در عین احترام به کارهای گذشته خود است.

## کنسرتها
سلطانیز به خاطر کنسرت‌هایشان شناخته شده بودند که در آن‌ها موسیقی‌های مشهور عربی، فارسی، انگلیسی و گاهی اوقات اچمی از آلبوم‌هایشان را اجرا می‌کردند. با اینکه آخرین آلبوم آن‌ها در سال ۲۰۰۳ منتشر شد، آن‌ها همچنان کنسرت‌هایی برگزار می‌کردند که بیشتر در عروسی‌ها و مهمانی‌ها بود. آخرین کنسرت آن‌ها، کنسرت بازنشستگی‌شان در سال ۲۰۰۶ بود که شامل آهنگ‌های عربی و فارسی مانند آهنگ فارسی از منصور به نام "عزیز دلمی" بود. اولین اجرای آن‌ها در سال ۱۹۸۵ در مهمانی نامزدی طارق سلطان بود. اولین اجرای آن‌ها باعث شکل‌گیری گروه با اعضای اصلی (احمد سلطان، یوسف سلطان و حبیب سلطان) شد. بسیاری از کنسرت‌های سلطانی‌ها دیجیتالی نشده‌اند و به صورت نوارهای صوتی به فروش می‌رسند. نوارهای صوتی "الاهرام" یک شرکت ضبط صدا مستقر در منامه، بحرین بود که به سلطانی‌ها کمک کرد تا آهنگ‌های کنسرت خود را بر روی نوار و سی‌دی منتشر کنند.

## اعضای گروه
مدیر گروه سلطانیز عبدالله اسحاق و خواننده اصلی احمد سلطان بود. سایر اعضای گروه سلطانیز به شرح زیر بودند.

- احمد سلطان: کیبورد، خواننده اصلی
- حبیب سلطان: گیتار بیس
- خالد عبدالعزیز: درام – خواننده
- هشام حکیمی: تومبا – خواننده
- یوسف سلطانِ: کرال
- عبدالقادر: پرکاشن
- نبیل قربان: درامز
- غلوم مراد: تومبا (ایشان در سال ۲۰۱۹ درگذشت)
- محمود بهرام: پرکاشن
- عادل عباس: درامز
- احمد جهرمی: درامز
- عباس فواد رامین: کرال
- خالد اسماعیل، جمعان محمد و خالد: مهندس صدا
- سلطان: پرکاشن

## آثار

### آلبوم‌ها
| آلبوم           | آهنگ های | سال انتشار (میلادی) | زبان              |
| --------------- | --- | ------------------- | ----------------- |
| موسم بهار       | 1. ای یار ای یار (Ey Yaar Ey Yaar) 2. موسم بهار (Mowsam-e Bahaar) 3. چایی چایی (Chaai Chaai) 4. إینه کن/چشم ماست (Eyneh Kon / Chashm-e Maast) | ۱۹۸۹                | اچمی بستکی        |
| هجران           | 1. سالوا (Saalu) 2. يالوميما (Ya Lomeema) 3. ام الجدائل (Umm al-Jadaail) 4. نار الشوق (Naar al-Shawq) 5. هجران (Hijraan) 6. حلفتك بالله (Halaftak Billah) | ۱۹۸۹                | عربی              |
| خود بدا         | 1. اِشو گُلُم شبرِن (Ishoo Golom Shabren) 2. ناز اَکن ناز اَکن (Naaz Akan Naaz Akan) 3. دِلبَر (Delbar) 4. اخ ای دِلُم (Akhi Ey Dilom) 5. منوعات بستكية 1 (Manoo'aat Bastakiyya 1) 1. اسمُش نادانم (Ismush Naadanam) 2. وای دل من دل من (Vaay Dil-e Man Dil-e Man) 3. ثریا جان ثریا (Soraya Jaan Soraya) 6. خود بدا (Khud Badaa) 7. رَفتَم به باغ (Raftam Be Baagh) 8. منوعات بستكية 2 (Manoo'aat Bastakiyya 2) 1. چِینک بَکُنِم (Chink Bakonam) 2. دل ناگره (Dil Naagre) 3. وای وای اومناشا (Vaay Vaay Omnasha) | ۱۹۹۰                | فارسی، اچمی بستکی |
| حبیبه           | 1. حبيبه (Habiba) 2. أشعار الغزل (Ashaar al-Ghazal) 3. ودي أقول (Waddi Aqool) 4. بين النجوم (Bain al-Nujoom) 5. أنا ودي أشوفك (Ana Waddi Ashoofak) 6. أطفلة الأمس هذه اليوم (Atiflat al-Ams Haadhihi al-Yawm) | ۱۹۹۱                | عربی              |
| یارم گلن        | 1. ای وای دلُم (Ey Vaay Dilom) 2. یارُم گلن (Yaarum Golan) 3. از کنگلی (Az Kongli) 4. میگی تاویت (Migi Taavit) 5. ناستاران (Naastaan) | ۱۹۹۴                | اچمی بستکی        |
| قصه حبی         | - عيوني (Oyooni) - قصة حبي (Qissat Hubbi) - ديرتي البحرين (Deerti al-Bahrain) - جيت أعرف (Jeet A'arif) - فدوه (Fadwa) - يلي ضوت ناره (Yalli Dawwat Naareh) | ۱۹۹۶                | عربی              |
| عروسی بدون توقف | - خشگل (Khoshgel) - لباتو غانچه (Labato Ghaancha) | ۲۰۰۰                | فارسی             |
| اسمحیلی         | - وينه (Wainah) - مواويل (Mawaweel) - مرت علي (Marrat Alay) - كرمال عيونك (Kermal Oyoonak) - عميق الشوق (Ameeq al-Shawq) - شسولف لك (Shasoolif Lak) - تعالي (Ta'ali) - اشتقت لك (Eshtaqt Lak) - اسمحيلي (Ismaheeli) | ۲۰۰۳                | عربی              |

### سینگل
- احمد سلطان - زندگی با تو (کاور از اهنگ معین).[۲۰]

## متن آهنگهای سلطانیز
```
                                           
آلبوم موسم بهار
```

#### موسم بهار
در موسم بهارن دل شاد امنن - دنیا لاله زارن پریزادم امنن (امننگ)
ای یار جان جانیم ا سفر رفتو - عقل و هیش و دینم مو مه سر رفتو
کوش گمپکی شن مو مه سر ناچیت - آموی کمپنی شن بی خبر ناچیت
پشت پاش سفیدن مو سر ناچیت - زنه شه عبدلحمیدن شاو ا در ناچیت
حلوا تک صاحنی (بشقاب) مو م سر ناچیت احمد پاسبان ای شاو ا در ناچیت
شو ا در ناچیت - قلیون بالا چاکن مو مه سر ناچیت

#### چایی چایی
ای چای چایی، کله م درد اکن - بیچاره چایم، رنگم زرد اکن
سعت چهارن، دروازه محکمن - شمد نیر خان حکیم عالمن
ماشین سرخی، سرخ شیلین - بوئش سفیدن مر مو ساده ین
سعت چهارن، دیرش بند اکن - شمد نیر خان پول ا بنک اکن
شه عبدالرزاقن، پس شمدا - خجالت اوینن اچیت محله ی برا
شه اسحاق قاضی، مرد ریش سفید - پُسِ اِنده چی نُه مَن چه مویت
```
                                              
آلبوم خود بدا
```

#### ناز اکن (اچمی)
نـاز اکن ﻧـاز اکن - چشـم و دل واز اکن
صد ﻛسش ﻃالبـن - وقتی اغمـاز اکن
جومـخو رنگ ﺳـفید - بسکه ﻛوتاه ﭘـدیـد
رونیـای ﻣـرمـرش - تا ﭼدر واز اکن
نـافـخوی اشـکمش - تا ﭼدر واز اکن
نـازنیـن دلربـا - سـفـره بـی بـی ﺷبـا
سـفـره بـی بـی ﻧگر - چقدر بـا ﻣـزه ﻧ
بـا ﻣـوکس ﺧش ﻣثل - بچ ﺧنـوش ﭼون ﻋسـل
کبـر و ﺟور و ﺟفـا - بـا ﻣـو ابـراز اکن
جومـخو رنـگ ﺳـفـیـد - بـسـکه ﻛوتاه ﭘـدیـد
رونیـای ﻣـرمـرش - تا ﭼدر واز اکن
نـافـخوی اشـکمش - تا ﭼدر واز اکن

#### رفتم به باغ (فارسی)
رفـتم بـه بـاغ ﺷـالم دریـده - یـار ﺟومه ﺳـوزو رنـگم ﭘـریـده
گفـتم بـه ﺗو ، دسـتم بـه دامـان - از دوری ﺗو ﮔشـتم ﭘـریشـان
تا ﻣـن بـدیـدم روی آن ﻣـاه - چون ﺣلقه ﻳ دال ﮔشـتم ﺧمیـده
بـردی ز ﻛف آرام ﺟانم - دادی بـه ﻃفـلی آخر بـه بـادم
ترسـم زنی آتش بـه ﺟانم - جان از ﻓـراقت بـر ﻟب رسـیـده
گفـتم بـه ﺗو دسـتم بـه دامـان - از دوری ﺗو ﮔشـتم ﭘـریشـان
رحمی بـکن بـر ﺣال زارم - جان از ﻓـراقت بـر ﻟب رسـیـده

#### منوعات بستكية 2(اچومی بستکی + فارسی)
چِینگ بَکُنِم چِینگ واکُنِم ... چارِه‌ی دِل بَر ناکُنِم
چِینگ بَکُنِم چِینگ واکُنِم ... چارِه‌ی دِل بَر ناکُنِم
چِینگ بَکُنِم چِینگ واکُنِم ... چارِه‌ی دِل بَر ناکُنِم
نه بِهِم مایِل جَمال ... نه بِهِم طالِبْ وِصَال
نه بِهِم مایِل جَمال ... نه بِهِم طالِبْ وِصَال
از بَس آشکار دم پایمال ... دیگه غُمخَوار ناکُنِم
چِینگ بَکُنِم چِینگ واکُنِم ... چارِه‌ی دِل بَر ناکُنِم
رفتو و یادی از مو اشنکو  ... بی هیچ رحمی و مو اشنکو
درد و عاصم شه پش نگوم ... دگه خوم خار ناکونم
بی وفایی نه از مو دن ... شز بپرسی که از که دن
مه زر پا نه هرچی دن ... دگه غُمخَوار  ناکونم
چِینگ بَکُنِم چِینگ واکُنِم چارِه‌ی دِل بَر ناکُنِم
دل ناگره دل ناگره یارم سراغم ناگره
دل ناگره دل ناگره یارم سراغم ناگره
ای گل گلزارن انن ماه ده و چهارن انن
چِینگ بَکُنِم چِینگ واکُنِم چارِه‌ی دِل بَر ناکُنِم
چِینگ بَکُنِم چِینگ واکُنِم چارِه‌ی دِل بَر ناکُنِم
چِینگ بَکُنِم چِینگ واکُنِم چارِه‌ی دِل بَر ناکُنِم
دل ناگره دل ناگره ... یاروم سراغم ناگره
ای گل گلزارن انه ... ماه ده و چهارن انه
دل ناگره دل ناگره ... یاروم سراغم ناگره
دلبری من چه خوشگلن وای وای اومناشا
منصفاتش باب دلن وای وای اومناشا
گیسوی چون حریرشن وای وای اومناشا
پیر و جاهل اسیریشن وای وای اومناشا
دلبری من چه خوشگلن وای وای اومناشا
منصفاتش باب دلن وای وای اومناشا
نازنین رنگ زرد ما وای وای اومناشا
کی اکنت فکر درد ما وای وای اومناشا
دلبری من چه خوشگلن وای وای اومناشا
منصفاتش باب دلن وای وای اومناشا
گلدون پر گل باری ... دلبرم مه پش اندو

چای و فاله هم باری ... نور وای چشم اندو

دستبند طلا دستات ... قربون چش مستات
ام بگی چی گن کَسِ روت ... آخ بر دلوم وای مستات
گلدون پر گل باری ... دلبرم مه پش اندو

چای و فاله هم باری ... نور وای چشم اندو

چند شوه که بیمارم ... از عشق رخت خارم
روز و شو گرفتارم‌ ... مثلت از کجا بارم
گلدون پر گل باری ... دلبرم مه پش اندو

چای و فاله هم باری ... نور وای چشم اندو

ای عروس زیبایی طالب دلوت باسم
باتو موج رویایی مریم عاشقت واسم
گردنات بلند آهو صورتت چو ماهیتن
زلف تو اکن جادو برما مهربانیتن
```
                                         
عروسی بدون توقف (2000)
```

#### خوشگل (فارسی - شهروز)
خوشگل زیاد پیدا میشه تو دنیا؛ اما یکیش خوشگل من نمیشه
لاله رو میگن نوبر بهاره؛ برای من تو نوبری همیشه
لاله رو میگن نوبر بهاره؛ برای من تو نوبری همیشه
مثل تو پیدا نمیشه دلبری….با یک نگاه از همه دل میبری!
من نمیگم تموم عالم میگن؛ از همه خوشگلا تو خوشگلتری
موجی که موی تو داره؛ دریا نداره…لطفی که روی تو داره؛ صحرا نداره
نازی که اون نگاه و لبخند تو داره؛ سپیده صبح شب یلدا نداره
مثل تو پیدا نمیشه دلبری….با یک نگاه از همه دل میبری!
من نمیگم تموم عالم میگن؛ از همه خوشگلا تو خوشگلتری

## نگارخانه

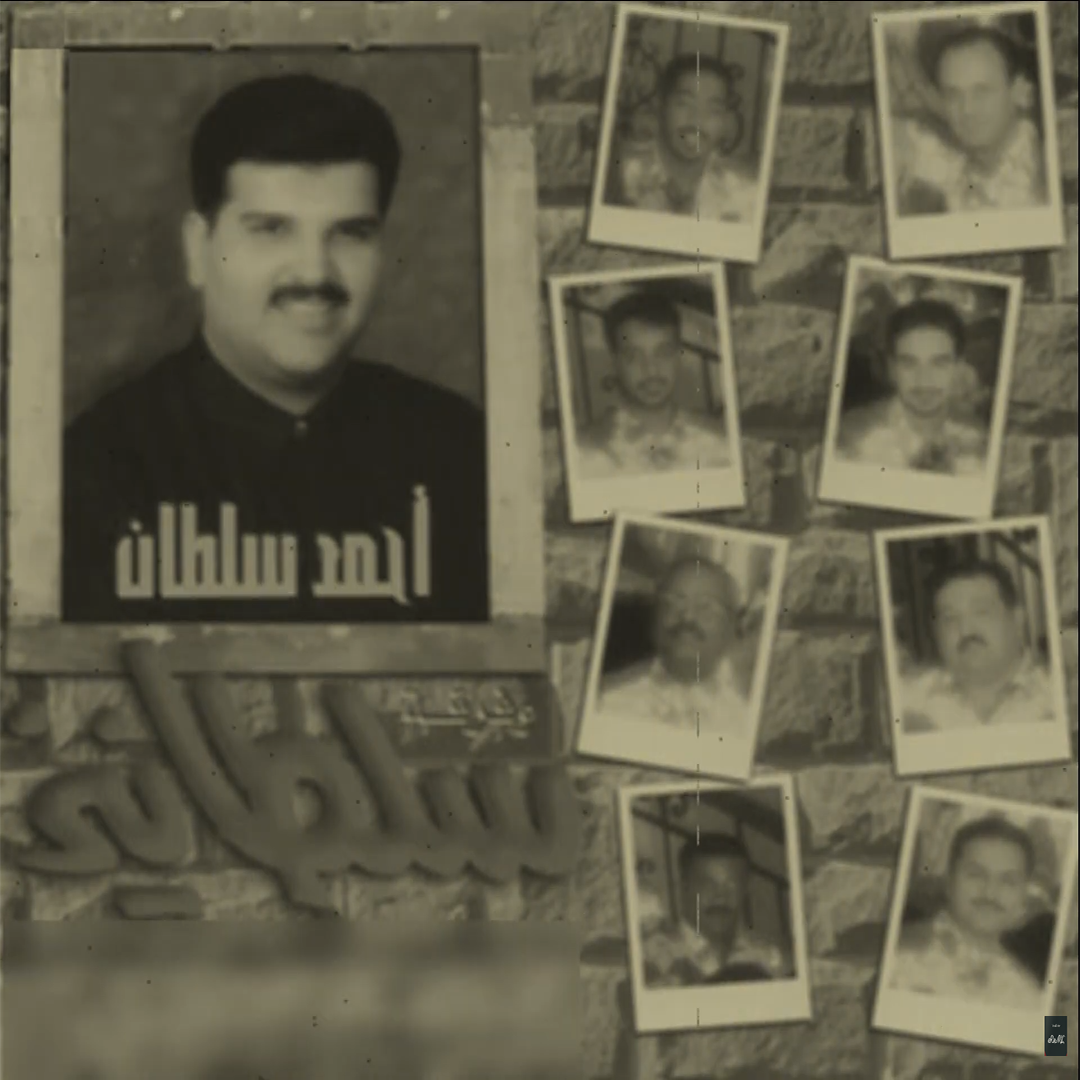
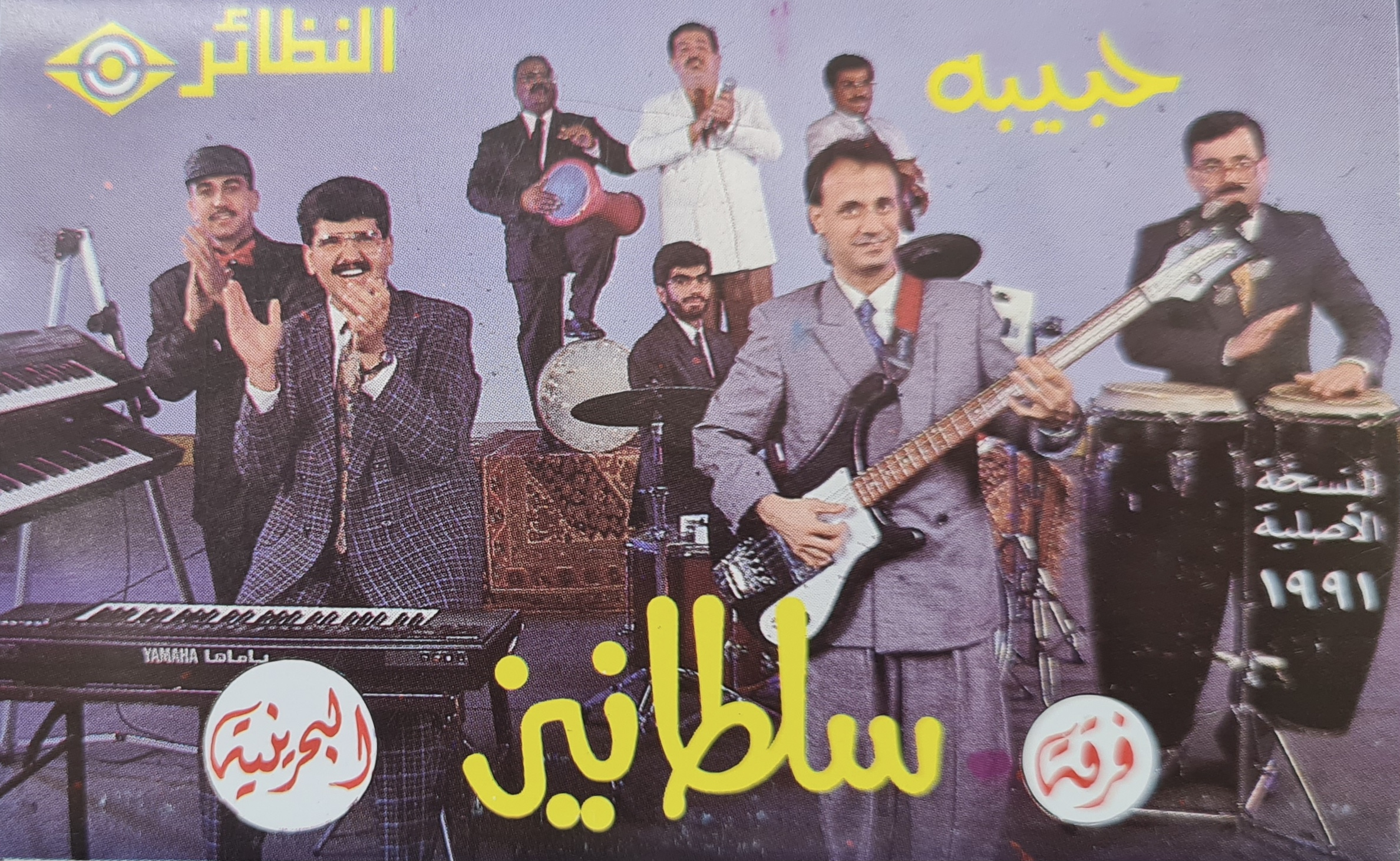
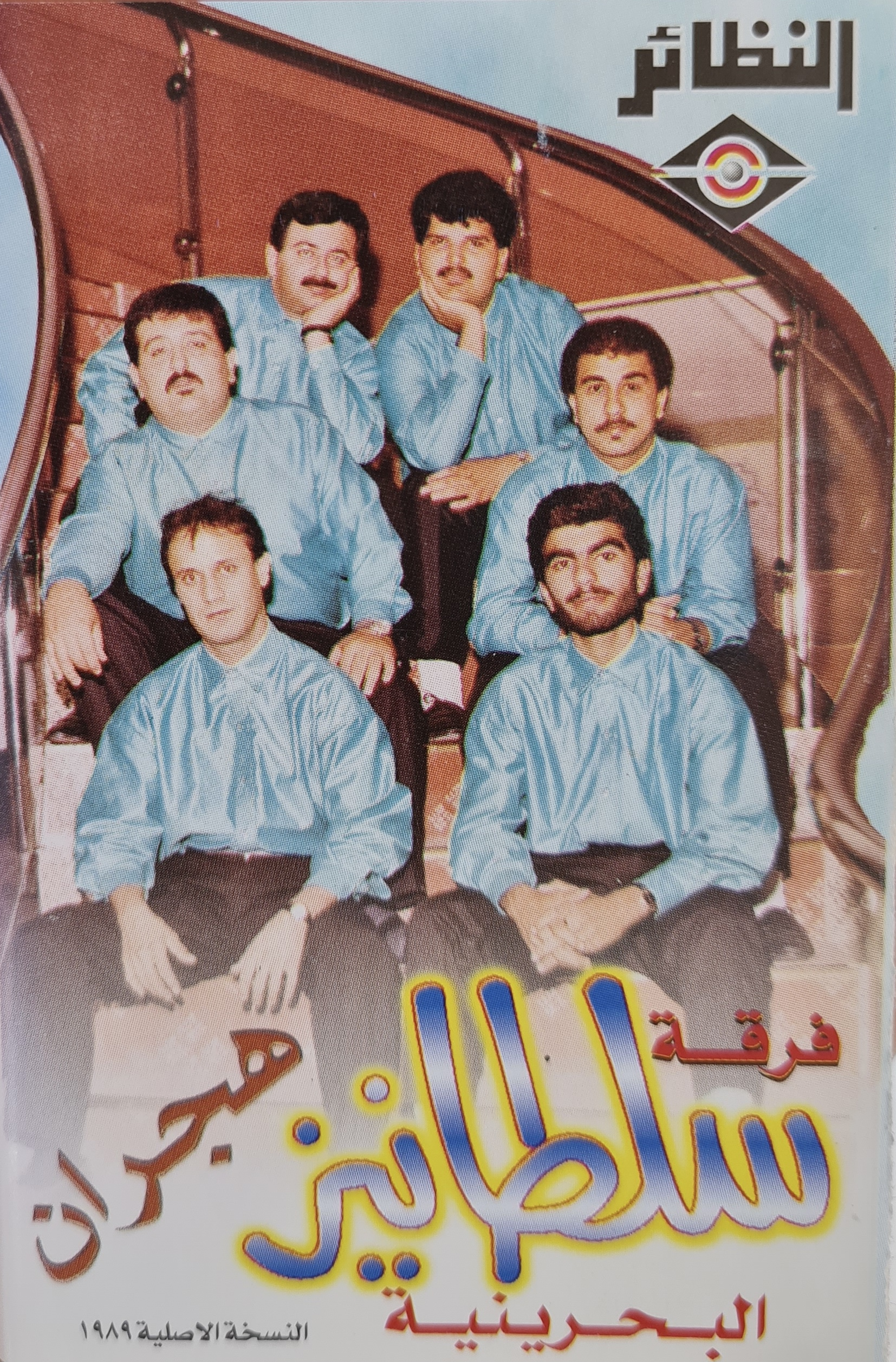
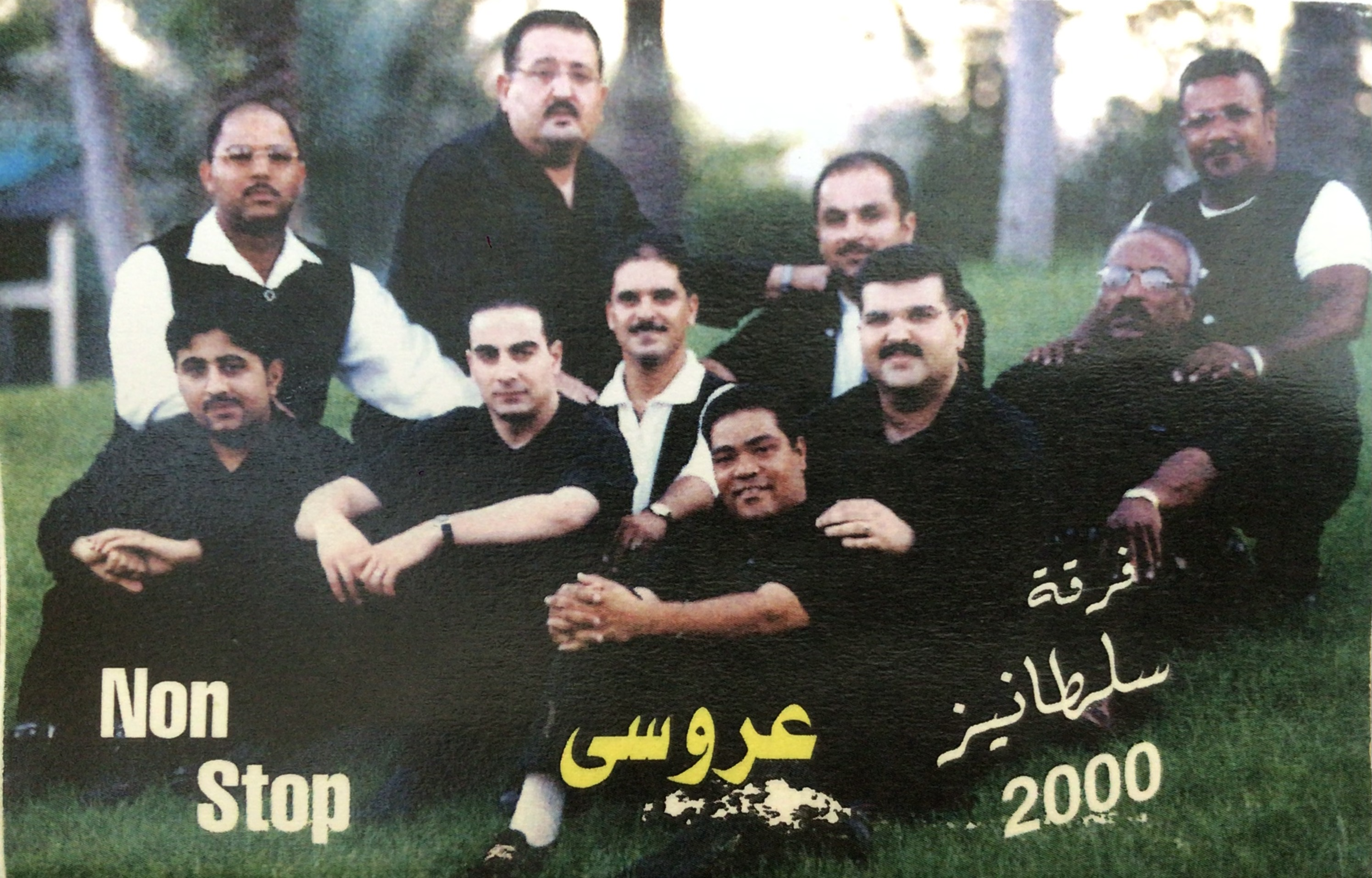